# Bad Muskau
Bad Muskau är en tysk stad (Landstadt) och kurort i distriktet Görlitz i nordöstra hörnet av förbundslandet Sachsen. I staden ligger delar av Muskauparken som är upptagen i Unescos världsarvslista. Staden ingår i förvaltningsområdet Bad Muskau tillsammans med kommunen Gablenz.
Staden har cirka 3 700 invånare.

## Geografi
Bad Muskau ligger vid floden Neisse som bildar gränsen mellan Tyskland och Polen. Söder om staden finns ett större skogsområde (Muskauer Heide). På den polska sidan av gränsen ligger gränsstaden Łęknica, som före 1945 delvis utgjorde Bad Muskaus östra stadsdelar.

## Historia
Samhällets första invånare var slaver och ett av ortens tidiga namn var Muscove. 1253 nämns orten för första gången i en urkund och 1452 fick den stadsrättigheter. Området tillhörde mellan 1635 och 1815 kurfurstendömet Sachsen (sedan 1806 kungarike) och från 1815 till 1945 kungariket Preussen (sedan 1918 Fristaten Preussen). Under andra världskriget förstörs cirka 80 procent av stadens byggnader. Muskau ligger efteråt vid östra gränsen av Östtyskland. 1961 får staden status som kurort och rättigheten att bära namndelen "Bad". Efter Tysklands återförening ingår Bad Muskau i förbundslandet Sachsen.

### Kurort och Muskauparken
Furste Pückler-Muskau köper sedan 1815 flera fastigheter för att etablera en landskapspark. Arbeten påbörjas under ledning av trädgårdsmästare Jakob Heinrich Rehder. Sedan 1819 får Pückler-Muskau dessutom hjälp av arkitekten Karl Friedrich Schinkel som ritar delar av parken och flera byggnader som ingår i parken. Fram till 1845 får parken stegvis nya detaljer, bland annat vägar, broar och trädgrupper.
1822 bedömer furste Pückler-Muskau den järnrika vattenkällan som finns söder om staden användbar för behandling av sjukdomar. Under hans ledning etableras flera badanläggningar och vattnet utdelas dessutom som hälsosamt dricksvatten. Sedan 1823 används även jord från en myr som ligger intill staden vid behandlingarna. Året 2000 utförs en borrning till en saltlake i grunden som har en temperatur av 44 °C. Saltvattnet ger flera nya behandlingsmöjligheter.
1845 säljer Pückler-Muskau parken och de nya ägarna fortsätter med att tillfoga nya delar. 1945 blir Neisse gränsflod och parken består sedan av en polsk och en tysk del. Flera byggnader som förstördes under kriget återupprättas. 2004 blir hela parken ett världsarv.

## Bildgalleri

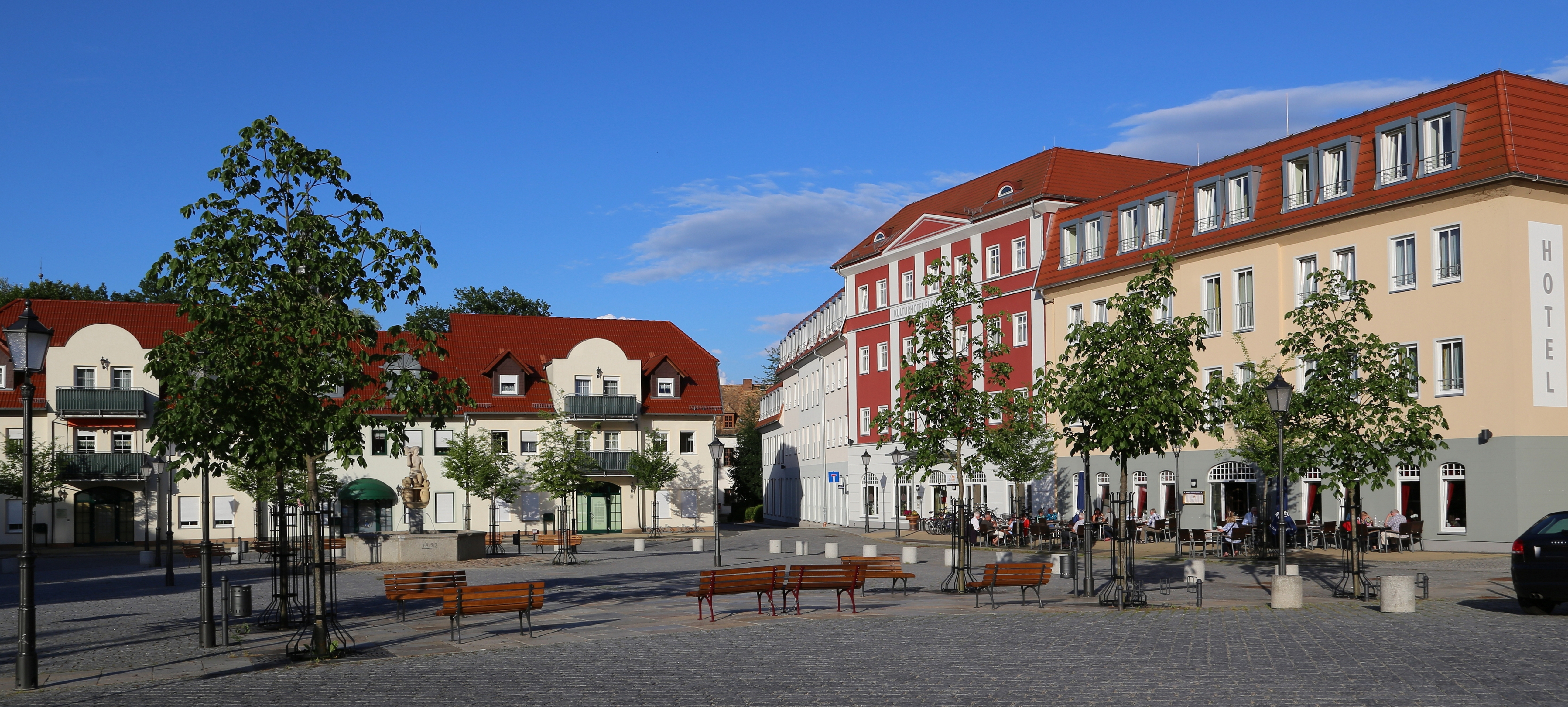
Stadens centrala torg
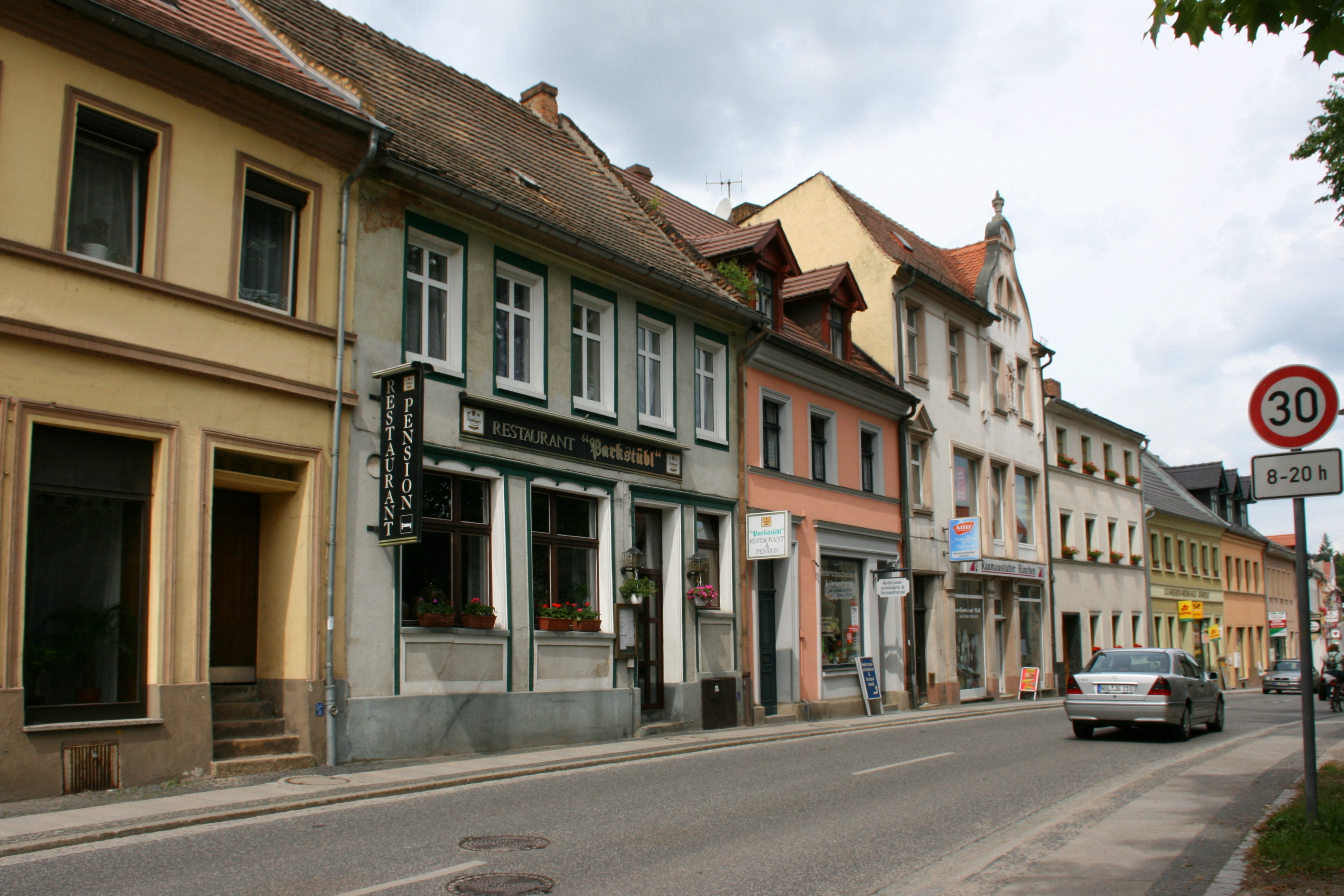
Typisk gata i stadens centrum
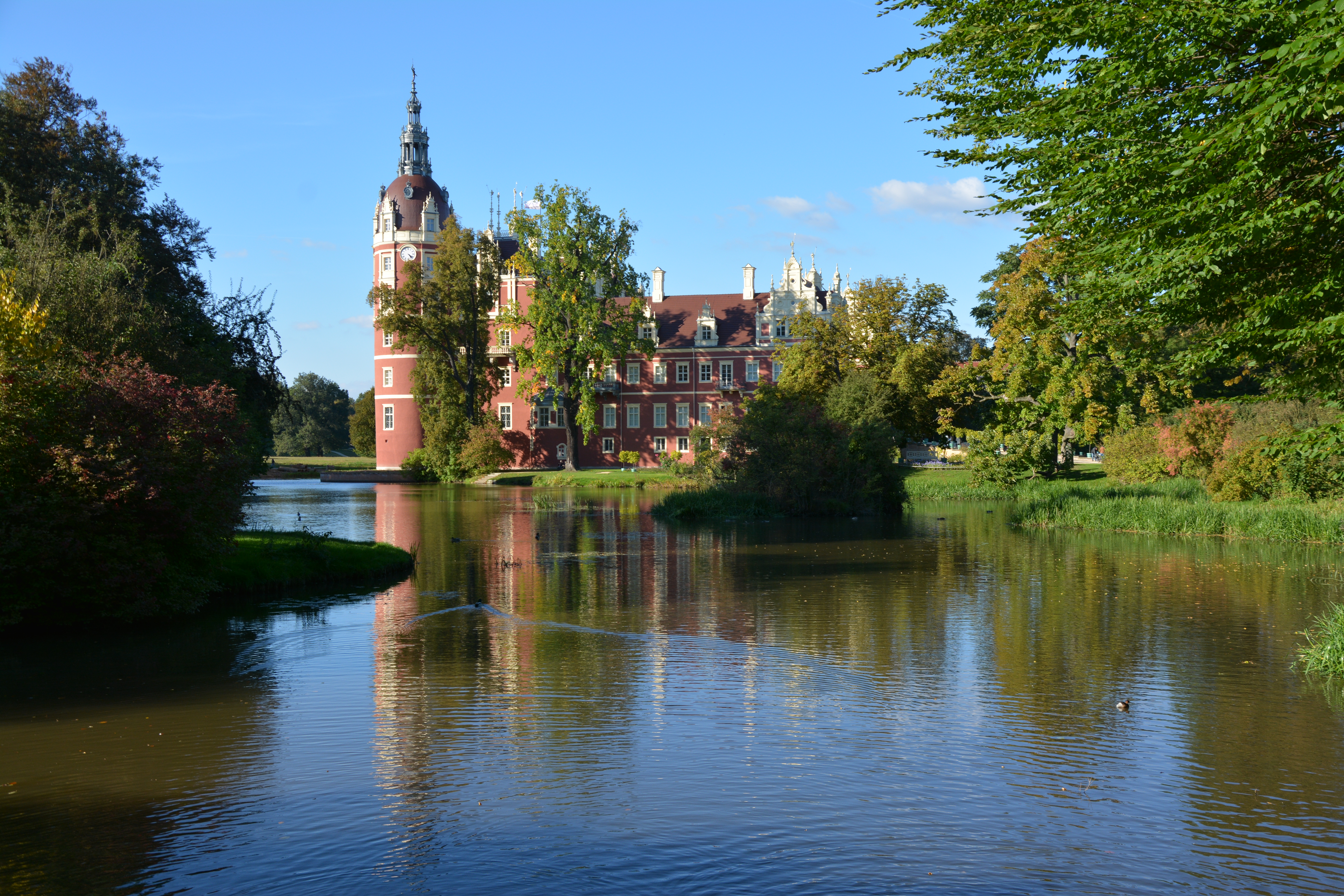
Neues Schloss
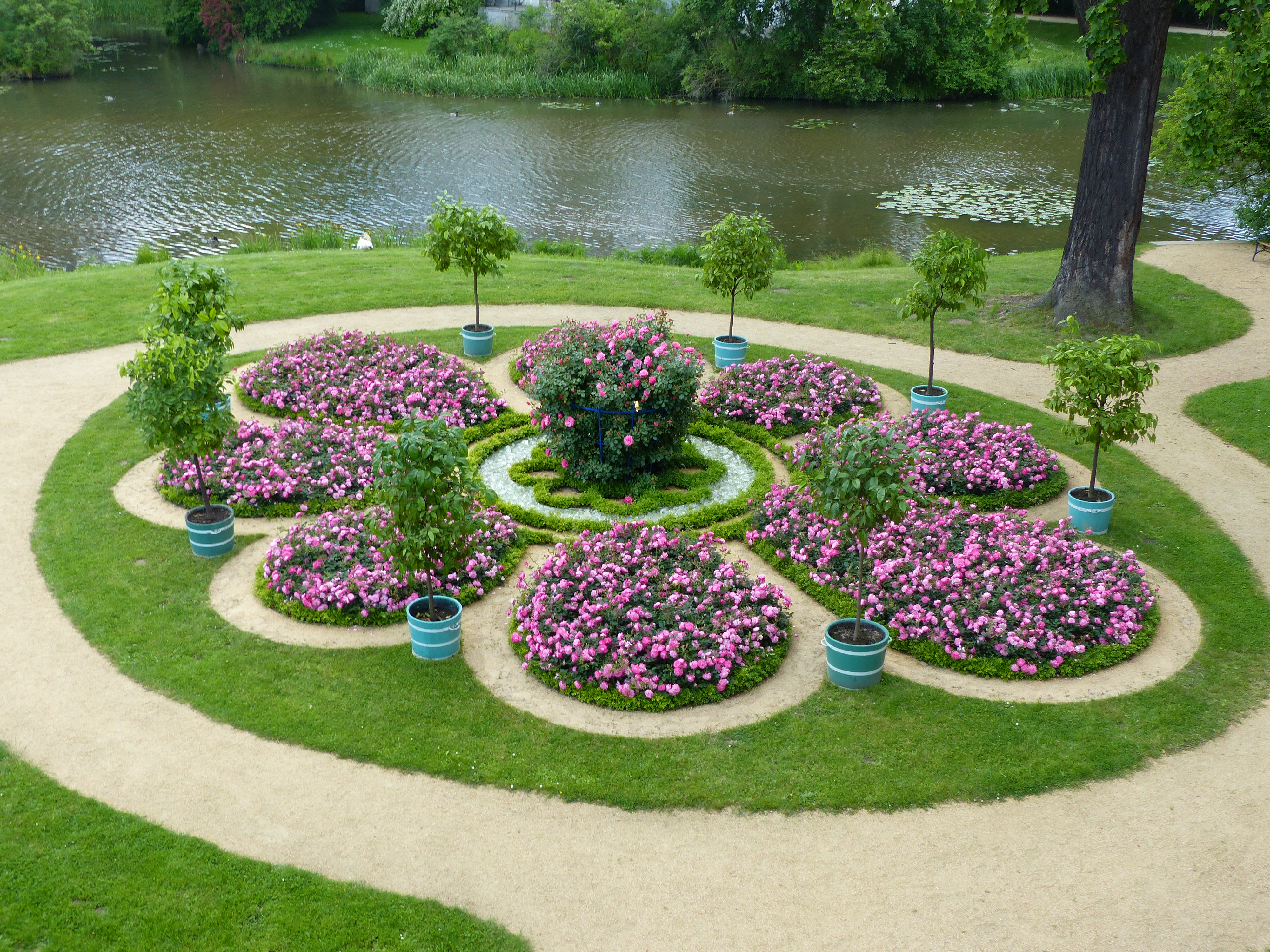
Detalj i Muskauparken